# John Belcher
John Belcher (Londra, 10 luglio 1841 – Londra, 8 novembre 1913) è stato un architetto inglese.

## Biografia
Belcher nacque a Southwark (Londra). Suo padre (1816-1890), omonimo, era un architetto di grande notorietà. Il figlio si istruì e si formò sotto la guida del padre, soggiornando in Germania, in Italia, soprattutto a Pisa e a Firenze, due anni in Francia dal 1862, dove studiò architettura contemporanea.
Nel 1865 fu nominato socio di suo padre, che si ritirò dieci anni dopo.
La prima opera di John Belcher fu realizzata nella City of London, l'edificio del Royal Insurance del 1865 in stile rinascimentale francese. Sempre a Londra ha progettato l'edificio Mappin & Webb del 1870 in stile gotico all'angolo tra Queen Victoria Street e Poultry, ed è stato architetto congiunto, con il suo socio John James Joass, del dipartimento Whiteleys.
Nel 1890 progettò la sala dell'Institute of Chartered Accountants in Morgate Place, che si caratterizzò per essere stato uno dei primi edifici neobarocchi a Londra. Gli interni furono impreziositi da numerose opere scultoree di William Hamo Thornycroft, Harry Bates e altri, composti da diversi pannelli ad alto rilievo e statue.
Le principali commissioni di Belcher al di fuori di Londra compresero il palazzo municipale di Colchester (1898-1902) e l'Ashton Memorial, progettato e costruito nel 1906-1909 a Lancaster. Entrambi seguirono uno stile barocco, tipico delle produzioni eleganti dell'età edoardiana;inoltre la sua chiesa della Santissima Trinità a Kingsway (1909), si dimostrò un interessante saggio nel modo classico.
Nel 1907 Belcher vinse la Royal Gold Medal del Royal Institute of British Architects e pubblicò, tra i suoi scritti teorici, Essentials in Architecture: An Analysis of the Principles & Qualities to be Looked for in Architecture.
Nel 1882 iniziò ad esporre alla Royal Academy of Arts, nel 1900 ne diventò socio e nel 1909 fu nominato membro della Royal Academy,inoltre dal 1904 al 1906 diresse il Royal Institute of British Architects.
Morì a Dulwich (Londra) l'8 novembre 1913 e fu sepolto nel cimitero di West Norwood.
Dopo la sua morte, la sua attività ed i suoi lavori furono rilevati da John James Joass, suo compagno dal 1905.

## Opere
- Royal Insurance, Londra (1865);
- Mappin & Webb (1870);
- Institute of Chartered Accountants (1890);
- Palazzo municipale di Colchester (1898-1902);
- Tapeley Park, Devon (1902);
- Ashton Memorial, Lancaster (1906-1909);
- Chiesa della Santissima Trinità, Kingsway (1909);
- Whiteleys, Londra (1911).

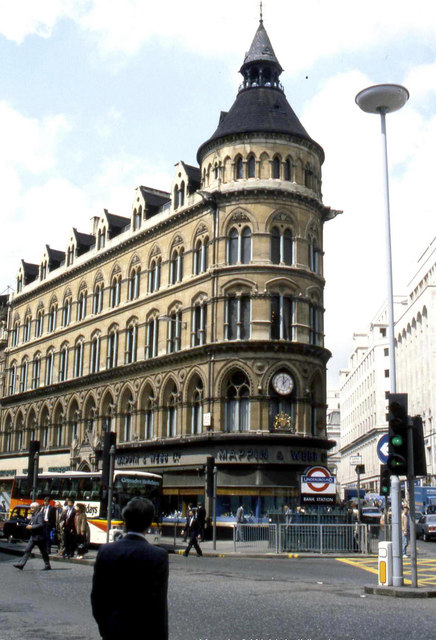
Mappin and Webb building, Londra (1870, demolito)
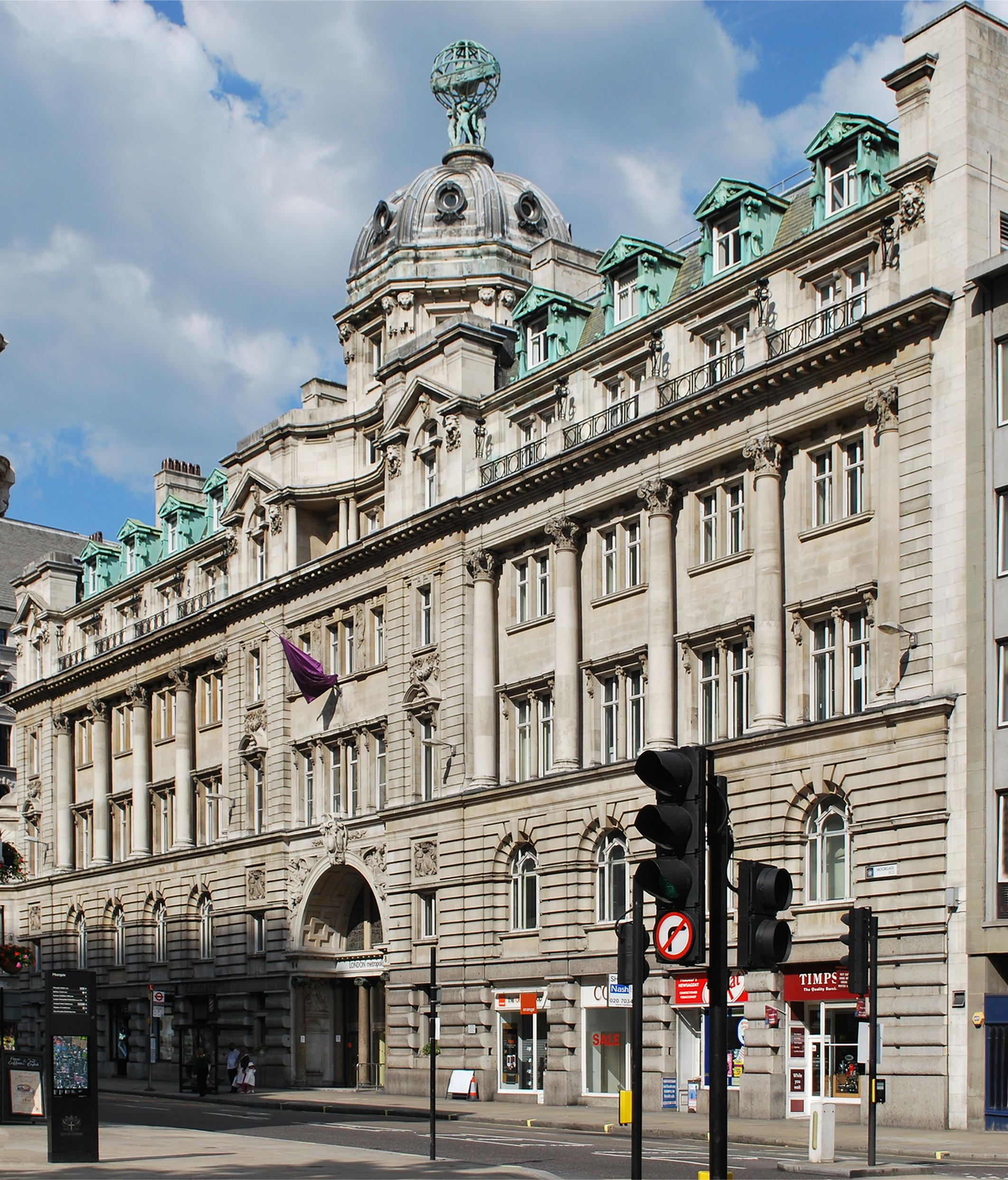
Electra House, Londra (1900)
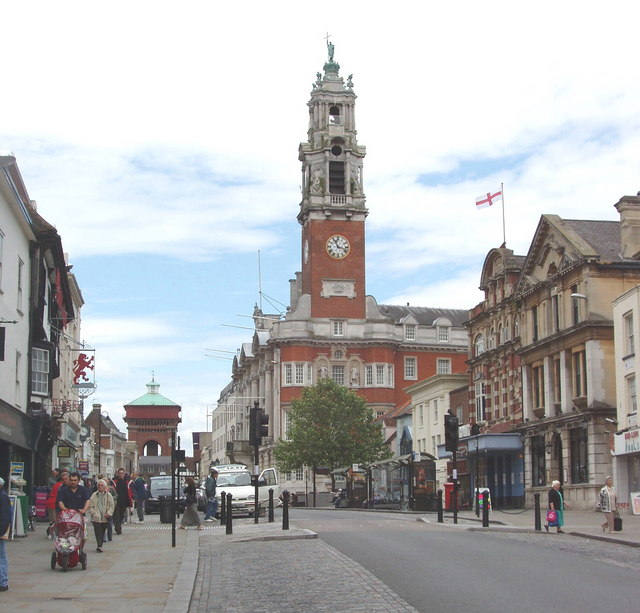
Colchester Town Hall, Colchester, Essex (1898-1902)
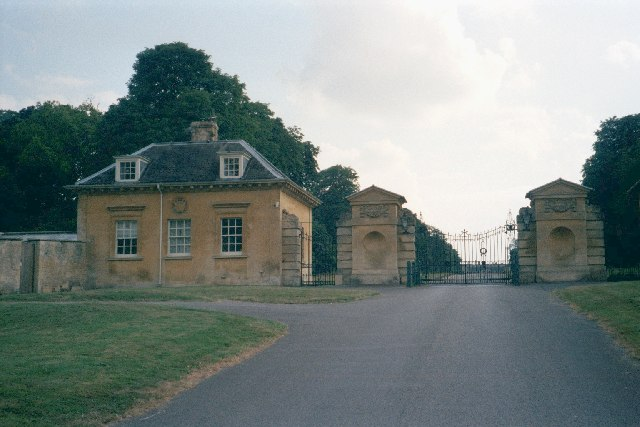
Ingresso Lodge, Cornbury Park, Oxfordshire (1902-1903)
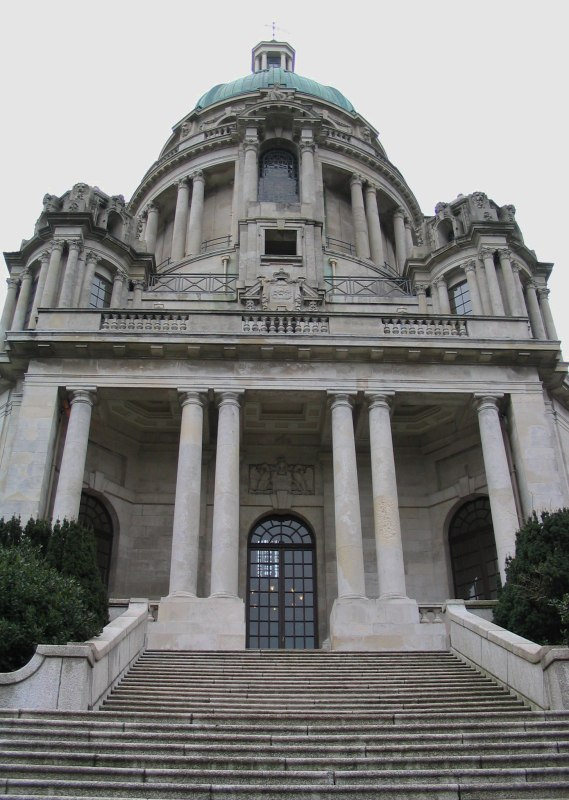
Ashton Memorial, Lancaster, primo piano del fronte ovest (1906-1909)
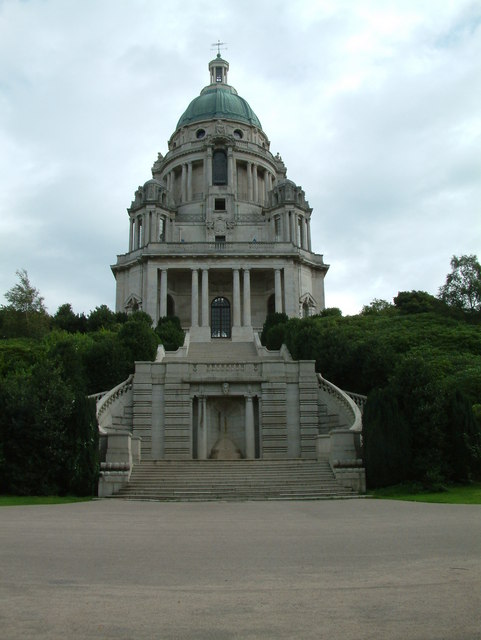
Ashton Memorial, Lancaster, fronte ovest (1906-1909)
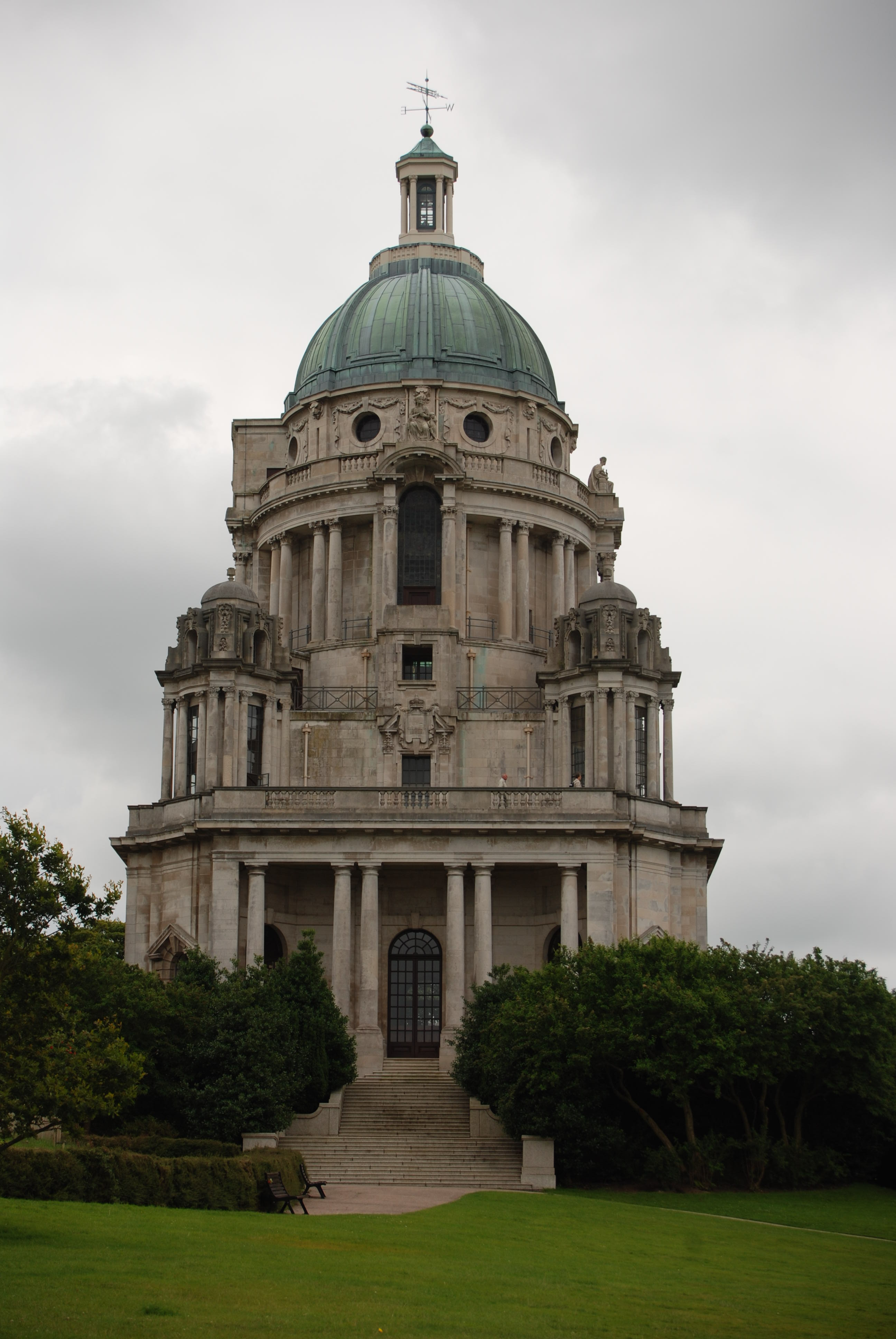
Ashton Memorial, Lancaster, fronte nord (1906-1909)
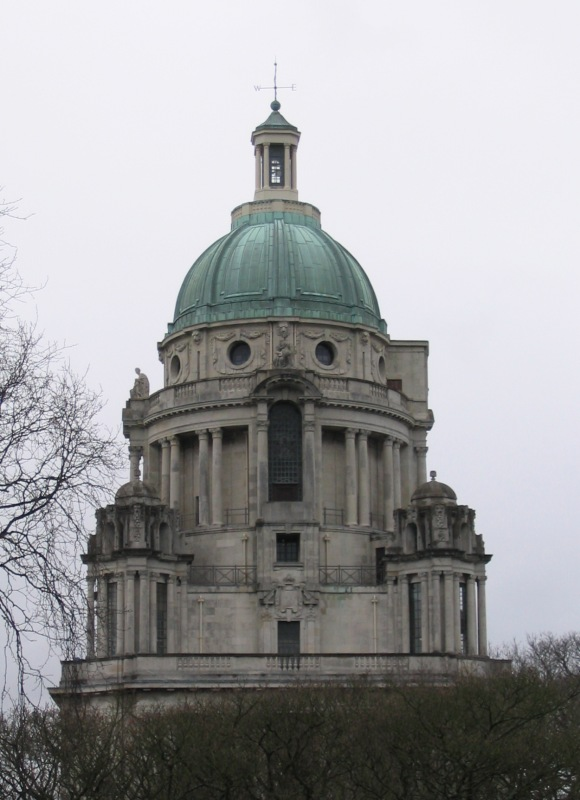
Ashton Memorial, livelli superiori (1906-1909)
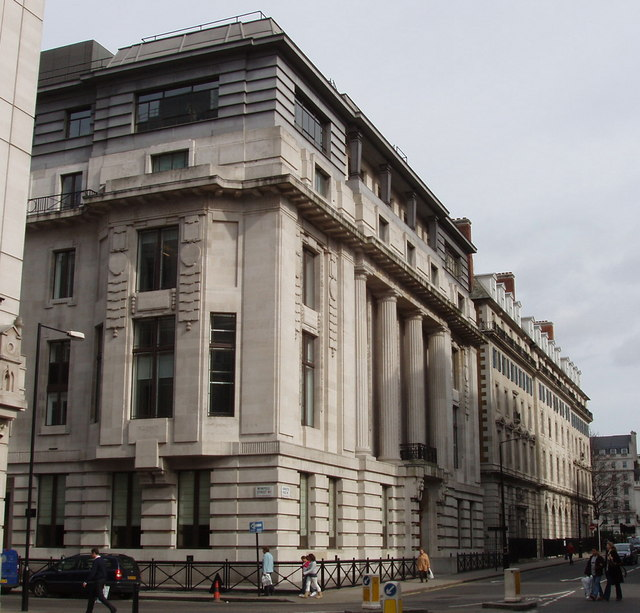
Royal Society of Medicine (1910-1912)
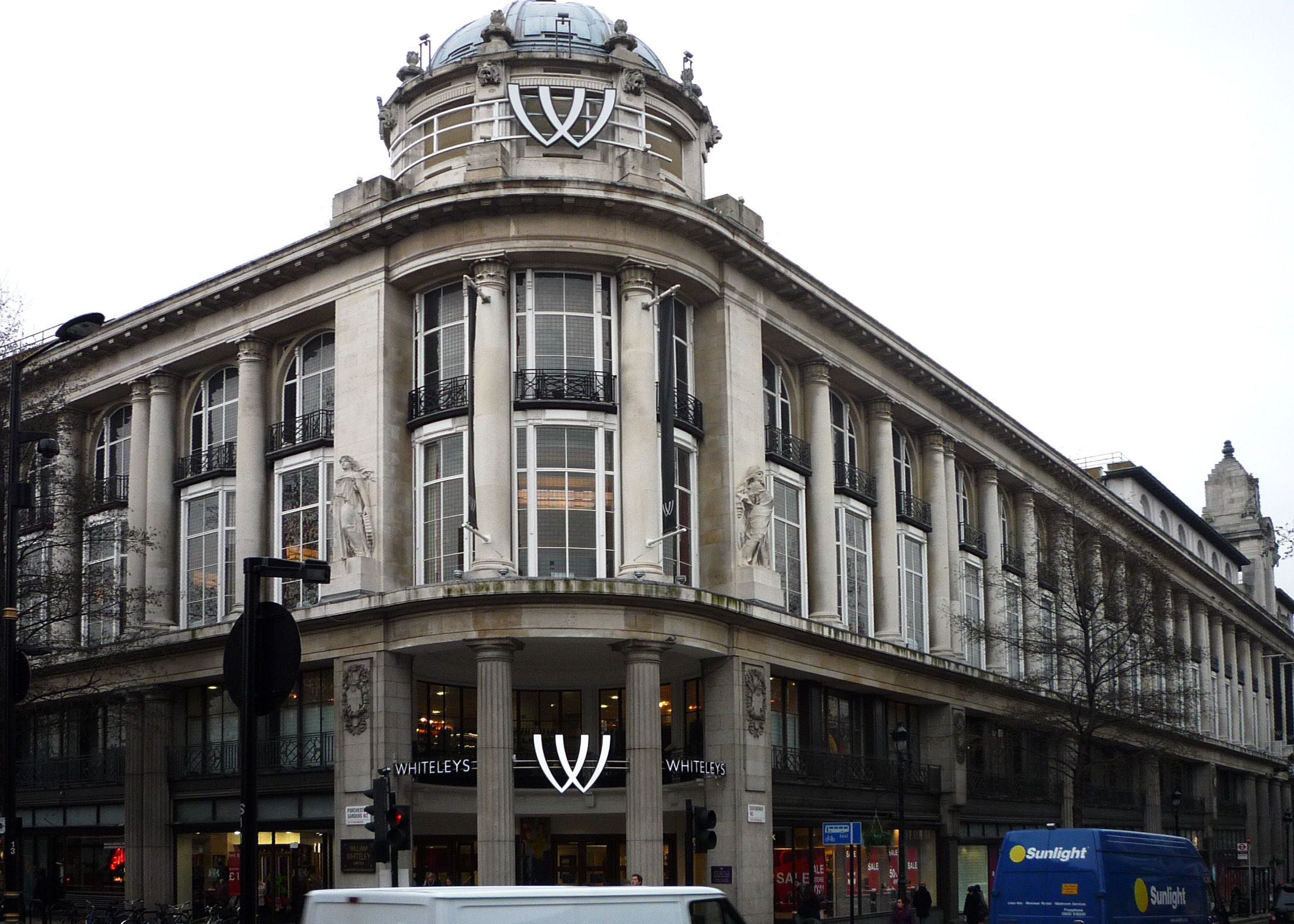
Whiteleys, ora centro commerciale Bayswater, Londra (1911)
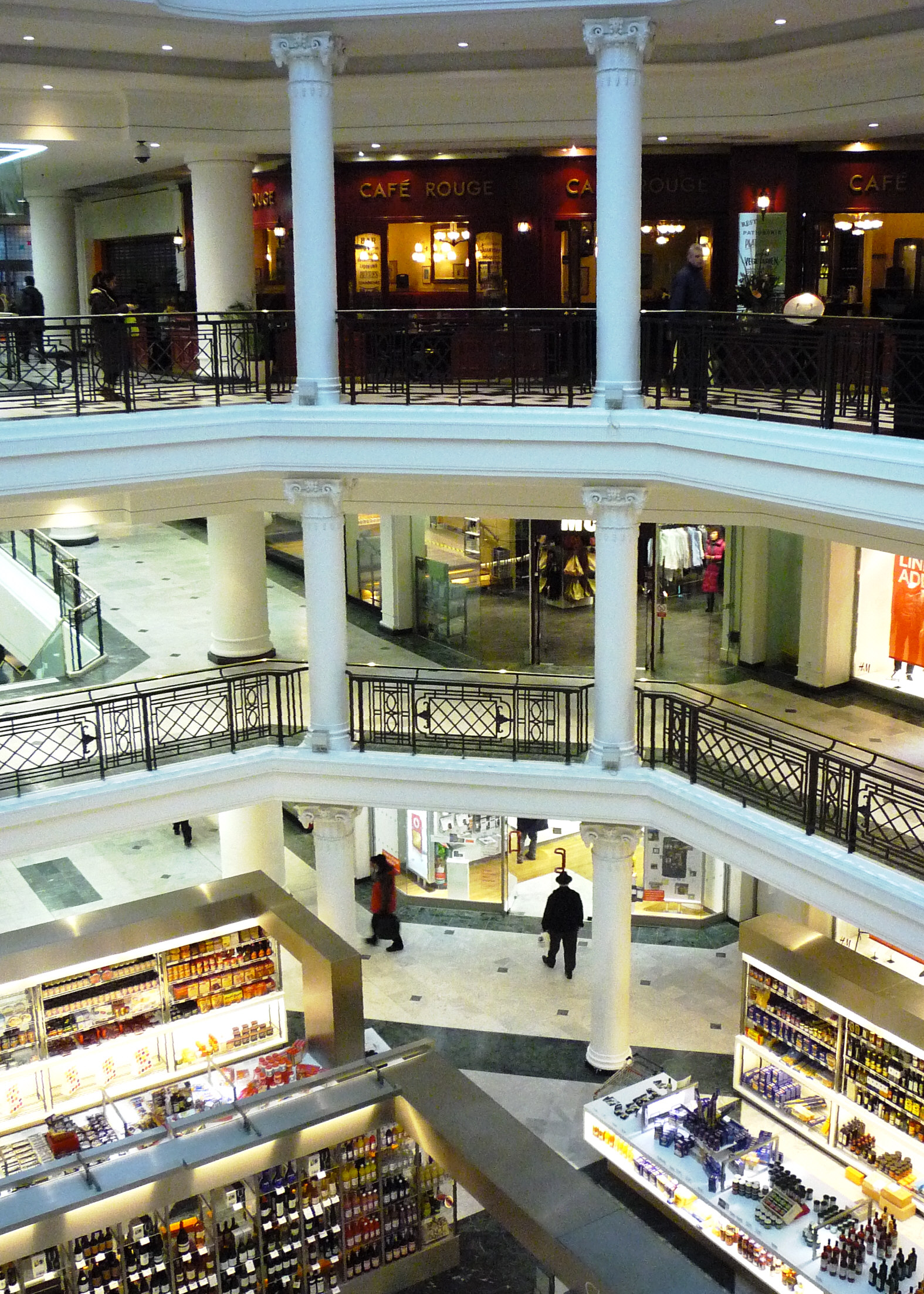
Whiteleys, ora centro commerciale Bayswater, Londra (1911)
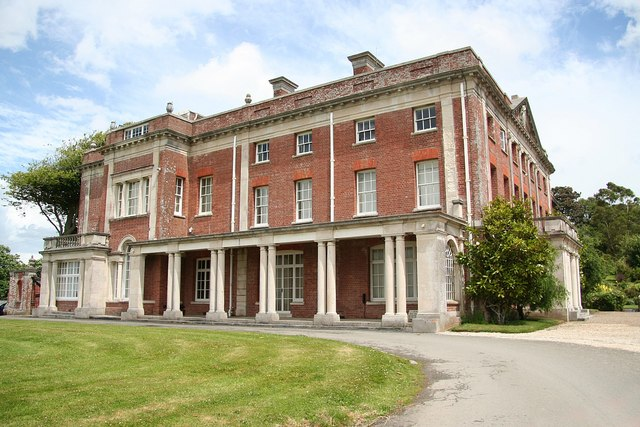
Tapeley Park, Devon (1902)